# Aconophora compressa
Aconophora compressa is een halfvleugelig insect uit de familie bochelcicaden (Membracidae).
De soort komt voor in delen van Amerika en is op verschillende plaatsen uitgezet om planten van het geslacht Lantana te bestrijden. In Australië bleek het insect echter ook inheemse bomen aan te tasten, die hierdoor volledig kunnen worden ontbladerd. De cicade scheidt ook een grote hoeveelheid suikers af die de plant bedekken. Hierdoor kan schimmelgroei optreden.
Aconophora compressa heeft een bruine kleur en bereikt een lichaamslengte tot 8 millimeter. Boven de kop is een pronutumuitsteeksel aanwezig dat eindigt in een punt boven de kop. De cicade lijkt hierdoor sprekend op een doorn.